# Hugo Carregal
Hugo Carregal (Buenos Aires, 3 de abril de 1949) es un productor de televisión y teatro, además de cantante, actor, guionista y locutor argentino, radicado en Venezuela desde 1973.

## Biografía

### Carrera en Argentina
Nació el 3 de abril de 1949 en la ciudad de Buenos Aires, Argentina, siendo el tercer hijo de una familia humilde, los Carregal-Polidoro, en donde lo apodaron inmediatamente como “Huguito”. Desde muy pequeño demostró su amor por las artes escénicas y especialmente su talento en la música y el canto.
En 1962 trabajó por primera vez en televisión en el Canal 13, cantando folclore argentino en el programa Guitarreada, con tan sólo 12 años fue parte del movimiento que puso de moda la música argentina, todos los jóvenes querían cantar y tocar guitarra. Un año después pasa al Canal 9, como parte del personal del programa Contrapunto que le brindó la oportunidad de participar en varios Festivales de música regionales, en los que destaca el Festival Cosquín en la ciudad de Córdoba, Argentina. 
A los 17 años decide dedicarse a la actuación y a la interpretación de la música romántica. Participó en los programas más exitosos de la época, sábados circulares, sábados continuados, remates musicales y novelas. En 1970 acude a los Festivales de Nueva York y Mar del Plata, ese mismo año tiene una participación en la película Así es Buenos Aires dirigida por Emilio Vieyra, cantando en off los temas "Acuarela de Buenos Aires", "La bella gente" y " El color del amor", los tres temas de autoría de Silvio Soldan y Horacio Malvicino.

### Carrera en Venezuela
En 1971 visita por primera vez Venezuela para el Festival Latinoamericano de la Canción de Coro, realizando sus primeras apariciones en la televisión nacional, en De Fiesta con Venevisión, cantando y bailando, bajo la producción de Joaquín Riviera. Vuelve en 1973 y 1974 para el festival de San Sebastián, en San Cristóbal, resultando ganador en todos ellos.
En 1973, Carregal se radica definitivamente en Venezuela. En 1975 realiza su primera telenovela, Valentina, protagonizado por Marina Baura y Raúl Amundaray, seguida por Natalia de 8 a 9, protagonizada por Marina Baura y Gustavo Rodríguez, en la cual interpreta el tema de su autoría Natalia Perdóname. En 1981 participa en Marielena, protagonizado por Jean Carlos Simancas y María Conchita Alonso, donde a la par de cantar el tema, también de su autoría Pero qué quieres de mi, forma pareja con Caridad Canelón.
En el mismo año también participa en la serie Quiero Ser donde comparte con los integrantes del Grupo Menudo, y tiene la oportunidad de participar en un homenaje a Nino Bravo en el programa Viva la Juventud, ambos espacios de Radio Caracas Televisión, donde desarrollo sus habilidades en la producción de televisión.
En 1980 crea los Premios Ronda, para reconocer a lo más destacado de la industria discográfica, del cual se realizaron 14 emisiones consecutivas. De esa etapa, hubo homenajes hacia Armando Manzanero y Simón Díaz, un opening con Carlos Mata para el que se logró armar un avión real en el escenario del Teatro Teresa Carreño, musicales del Club Disney, entre otros.
Posteriormente se convierte en el productor ejecutivo del Show de Fantástico, animado por Guillermo González, programa maratónico de 5 horas de transmisión semanal. Más adelante realiza el programa De Gala transmitido en vivo todos los miércoles de 7 a 9 de la noche.

#### Radio Caracas Televisión
En 1993 es nombrado Gerente de Producción de Radio Caracas Televisión, cargo que le permitió supervisar gran cantidad de programas muy exitosos como: La Radio Rochela, Hay que oír a los Niños, el Club Disney, y los mensajes navideños más recordados de dicha planta televisiva (Creemos en Venezuela con el inolvidable final del papagayo de colores tricolor en 1993; Hoy más que Nunca, un recorrido por las distintas expresiones de la Navidad en todas las regiones de Venezuela en 1994; y Un Acto de Fe, una muestra de la religiosidad de cada región, en conmemoración a la visita realizada por el Papa Juan Pablo II a Venezuela en 1995)
En 1996 pasa a manos de Radio Caracas Televisión la realización de los Premios Meridianos de Oro, un reconocimiento a la industria de la Televisión en Venezuela, anteriormente transmitido por Venevisión, con Carregal a cargo de la producción, y su realización en el Poliedro de Caracas, donde se produjo un homenaje a Ismael Rivera; El show de los 60´s; y el opening con Ruddy Rodríguez en el cual se utilizó por primera vez en Venezuela y en un programa de tv en vivo el sistema de Fly Cam (cámara voladora).

#### Venevisión
En 1998, Carregal pasa a Venevisión bajo el esquema de productor nacional independiente con el programa ¿Cuánto vale el show?, conducido también por Guillermo González, donde asume la responsabilidad como Productor Ejecutivo de la nueva temporada. Al finalizar el concurso en 2001, es llamado para quedarse en Venevisión, y es cuando comienza a producir junto a Moncho Martínez el programa de cámara escondida , ¡Qué Locura!, el cual se produjo durante 18 años en la cadena, y donde continúa siendo uno de los programas más exitosos de la televisión contemporánea venezolana.
De igual manera, han estado bajo su tutela programas como el programa de farándula Sálvese Quien Pueda, el concurso El Poder de Ganar, Los Secretos de la Viuda y la producción del Miss Venezuela Mundo desde 2013 hasta 2015. En los años 2010 y 2011, participó en carácter de jurado en las dos primeras ediciones del concurso de canto, transmitido en Súper Sábado Sensacional, Yo si Canto.
El 12 de noviembre de 2013 asume el puesto de Vicepresidente de Variedades de Venevisión, cargo que le fue asignado tras el fallecimiento de Joaquín Riviera, quien lo ocupaba hasta ese entonces. Desde este instante, pasa a ser productor ejecutivo de gran parte de los espacios durante casi 10 años.
En 2022, pasa a ser el encargado de la producción del Miss Venezuela 2022, junto Erik “El Pollo” Simonato en la dirección general, tras el fallecimiento del productor Ricardo Di Salvatore, siendo esta la única edición donde participaría en la noche final de un Miss Venezuela. En enero de 2023, Carregal confirma su salida de Venevisión por mutuo acuerdo.